# Renault 12/16 CV

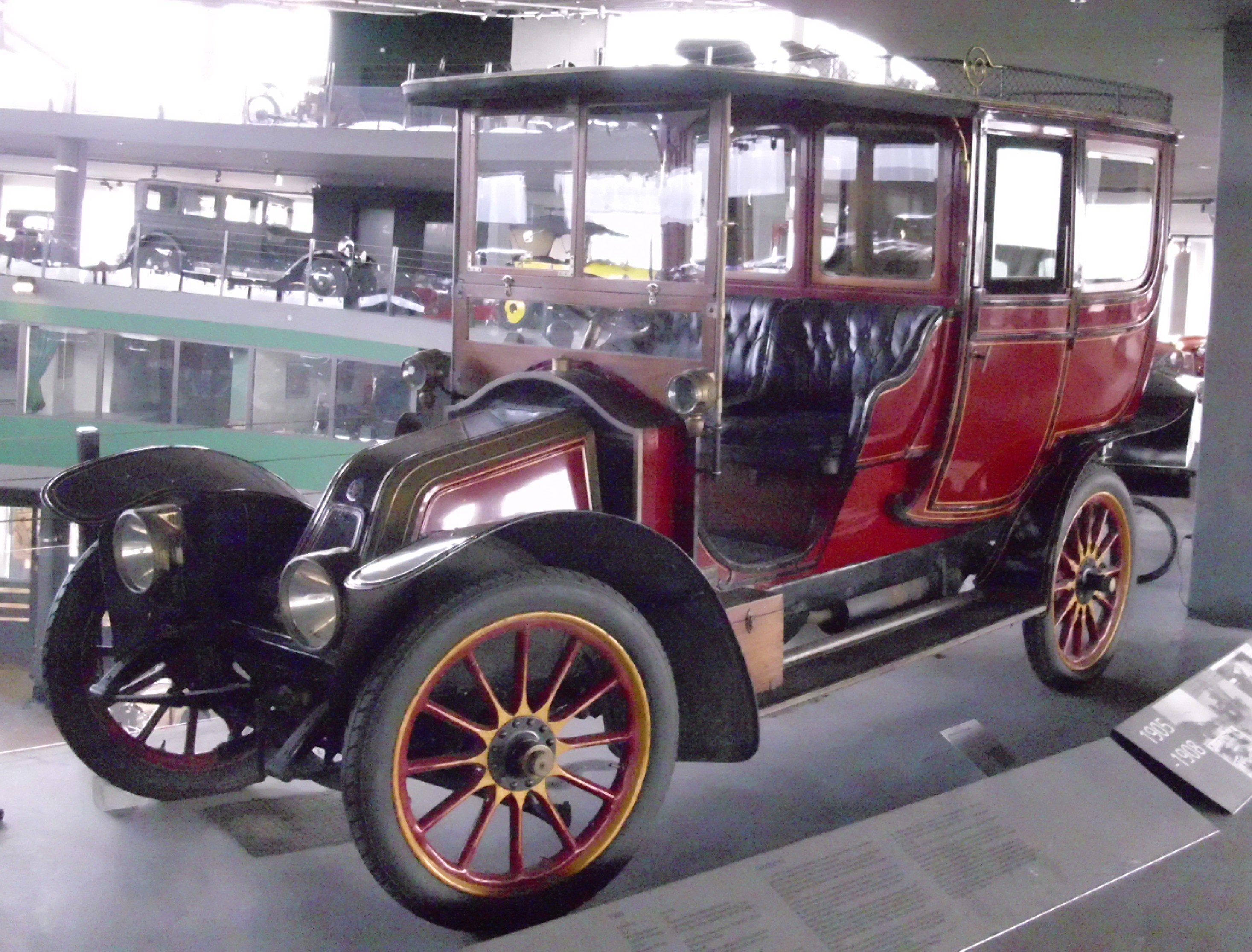
Renault Type AZ

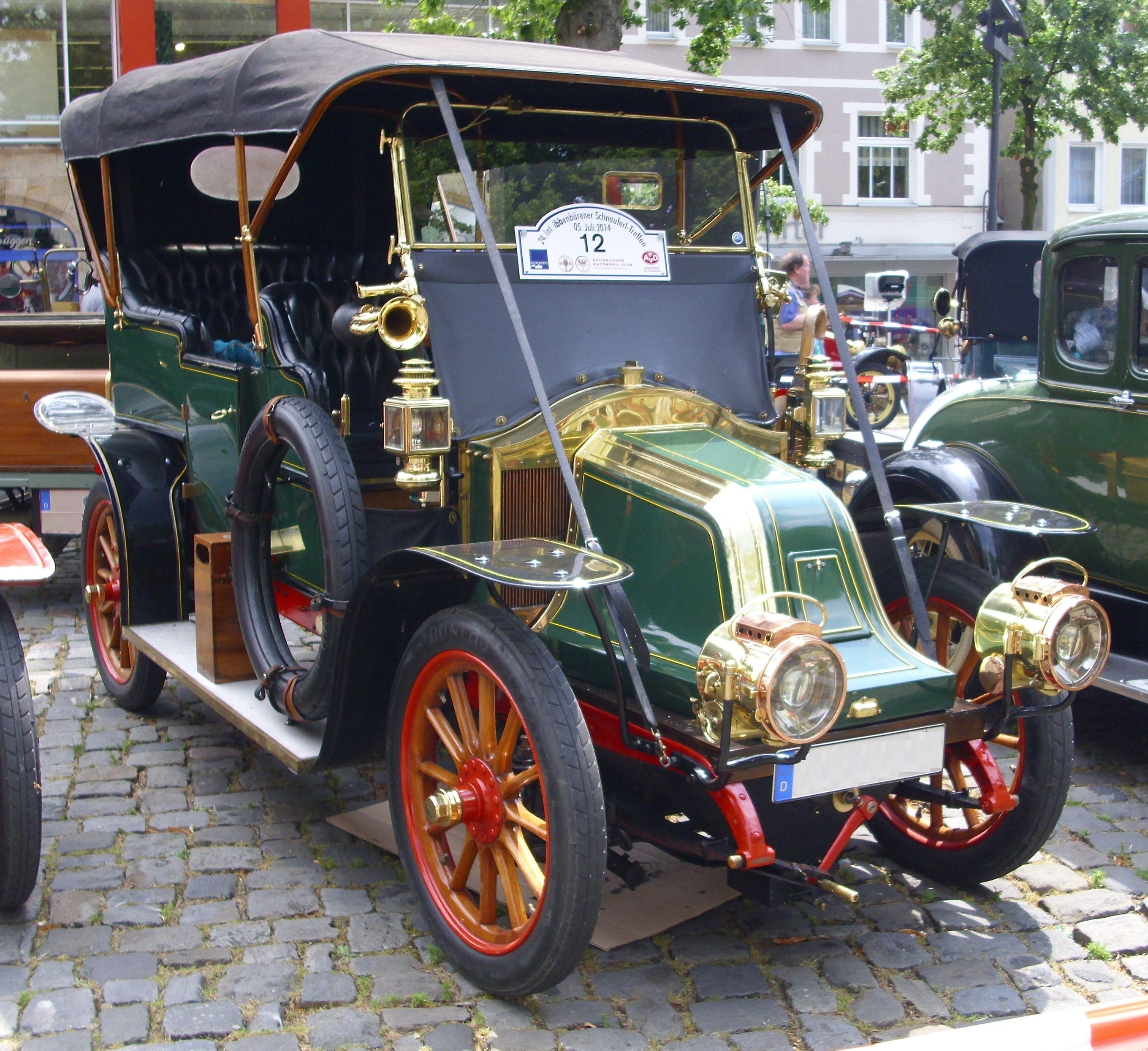
Renault Type BZ

Der Renault 12/16 CV war eine Pkw-Modellreihe des französischen Automobilherstellers Renault aus der Zeit vor dem Zweiten Weltkrieg. Dabei stand das CV für die Steuer-PS. Zu dieser Modellreihe gehörten:
- Renault Type AZ (1908–1909)
- Renault Type BZ (1909–1910)
- Renault Type CB (1910–1912)